# The Gathering (album)
The Gathering is een tweetal muziekalbums van de Amerikaanse multi-instrumentalist Kit Watkins. De twee cd’s bevatten de registratie van een concert dat Watkins gaf in Philadelphia (Pennsylvania), de St Mary’s Church. Het concert werd gegeven in het teken van het 25-jarig bestaan van het radioprogramma The Gathering van radiozender Star’s End. Dit radioprogramma laat regelmatig musici van ambient en elektronische muziek huiskamerconcerten geven; in dit geval dus in een kerk. Het programma voor en na de pauze staat gescheiden op 2 enkel-cd’s.

## Musici
- Kit Watkins – alle instrumenten waaronder synthesizers, dwarsfluit, sopraansaxofoon en percussie.

## Composities
deze zijn allen van Watkins:

### CD1 Set 1
1. Introductie door Chuck van Zyl , diskjockey van het programma (2:23)
2. Morning Mothra (8:39)
3. The aftermath of neglect (12:02)
4. Melose Cavern (7:03)
5. The upper regions of space (19:18)
6. Tone 10 (8:34)

### CD2 Set 2
1. Evening Mothra (6:00)
2. The metamorphosis of truth (10:53)
3. The infinity of three (9:39)
4. Angels we have known (4:38)
5. Song for Russia (9:10)
6. The parting of ways (6:49)
7. The soft caress of freedom (12:25)

Opmerkelijk is dat er een speciale geluidstechnicus is voor het opnemen van het publiek.